# Adolf Rudnicki
Adolf Rudnicki (19 de febrer de 1912, Varsòvia-14 de novembre de 1990, Varsòvia) va ser un autor i assatgista polonès i jueu conegut pels seus treballs sobre l'Holocaust i la resistència jueva a Polònia durant la Segona Guerra Mundial.
Rudnicki va guanyar popularitat a Polònia amb les seves novel·les de la dècada dels 30 Szczury (Les rates, 1932) i Niekochana (Els no estimats, 1937). Va escapar de la captura nazi durant l'ocupació de Polònia, va servir l'exèrcit polonès el 1939 i va lluitar a la Sublevació de Varsòvia de 1944.